# Web Embedding Fonts Tool
Web Embedding Fonts Tool (WEFT) はマイクロソフトが提供する動的なWebフォントを実現するユーティリティである。
WEBページの管理者はWEFTを使って「フォントオブジェクト」を作成することができる。フォントオブジェクトはウェブページと関連付けされ、インターネット エクスプローラをウェブブラウザとして利用しているユーザーが、そのウェブページを閲覧するときに、フォントオブジェクトに含まれるフォントがブラウザ上に表示される。フォントオブジェクトの拡張子は「.eot」であり、"Embedded OpenType"を意味している。
WEFTを用いることで、ほとんどのフォントをWEBページに埋め込むことができる。しかし、中にはデザイナーによって「埋め込み不許可」されたフォントも存在する。また、仕様上の問題で、WEFTでは埋め込めないフォントもある。
2002年2月25日にはWEFTの最新バージョンである「WEFT3.2」がリリースされた。
EOT形式は、インターネット エクスプローラでのみサポートされる独自規格であるため、2007年にCSS3の一部としてW3Cに申請されたが、2008年3月18日に却下となり、単独の規格として再申請された。W3Cは、この申請について「W3Cチームは、EOTをW3C勧告に発展させることを目的としたワーキンググループの提案をW3Cメンバーに提出する予定である。」と述べた。しかし、最終的にW3Cは別のWebフォントフォーマット (WOFF) をW3C勧告として選択した。EOT形式は、インターネットエクスプローラの後継であるMicrosoft Edgeではサポートされていない。